# George de Mestral
Pour les articles homonymes, voir Mestral.
George de Mestral, né le 19 juin 1907 à Saint-Saphorin-sur-Morges en Suisse et mort le 8 février 1990 à Commugny en Suisse, est un ingénieur qui a vécu à Saint-Saphorin-sur-Morges, Prangins et Commugny (Vaud). Il est l'inventeur par sérendipité de la fermeture autoagrippante également connue sous le nom de la marque qui la commercialise, Velcro.

## Biographie
À sa naissance, son père, Albert-George-Constantin de Mestral (1878-1966), était ingénieur agronome. Sa mère, Marthe, était née à Goumoëns.
En 1919, alors qu'il n'a que 12 ans, il obtient son premier brevet sur un modèle réduit d'avion en étoffe,. Il fait ses études d'ingénieur en électricité à l'École polytechnique fédérale de Lausanne.
En 1948, il invente la fixation amovible crochets boucles textile après avoir observé les propriétés des fruits de bardane (voir velcro).
Il se marie avec Jeannette Schnyder – avec qui il a deux enfants (Henri et François) –, puis avec Monique Emilie Panchaud de Bottens – avec qui il a un enfant (Charles) – et enfin avec Helen Mary Dale.
Il hérite de son père du château familial de Saint-Saphorin-sur-Morges, en 1966.

## Distinctions
- Bourgeois d'Honneur de Commugny.
- National Inventors Hall of Fame[8].
- Médaille de la Société d'Encouragement au Progrès (France).
- Membre d'Honneur de la Société Vaudoise des Ingénieurs et Architectes.